# Emar
Emar (àrab: إيمار, Īmār), actualment Tell Meskene (àrab: تل مسكنة, Tall Maskana), a la governació d'Alep, va ser una ciutat a la vora de l'Eufrates, al sud de Carquemix, al lloc on l'Eufrates fa un tomb, uns 100 km a l'est d'Alep. La seva influència política no era important a la zona, però sí la influència comercial. La ciutat es va fundar al tercer mil·lenni i Emar es menciona a les tauletes trobades a Ebla com un centre per on passava el comerç ja cap a l'any 2500 aC, quan estava sota influència d'Ebla fins que Naram-Sin d'Accàdia va conquerir aquella ciutat, i a les Tauletes de Mari cap al 1800 aC, quan estava sota influència de Iamkhad. Les tauletes de Mari anomenen als seus habitants «imarites» o «emarites».

## Arqueologia
Les excavacions es van iniciar per evitar que les aigües cobrissin el lloc amb la construcció de la presa de Tabqa, que va formar el llac El Assad. Entre 1972 i 1976 Jean-Claude Margueron va excavar la ciutat, trobant nombroses tauletes en escriptura cuneïforme en idioma accadi i diversos edificis datats a l'època del final del bronze, formats per temples i habitacions, entre els quals l'anomenat temple de Devin on es va trobar una llibreria amb texts sagrats rituals i literaris, que seria el temple de Baal i possiblement de la seva esposa Astarte (segles xiii i xii aC), i una muralla del bronze mitja (cap als anys 2000-1500 aC). Hi ha algunes construccions més antigues encara no estudiades.Acabada l'excavació el lloc va quedar sense vigilància i va ser sistemàticament saquejat; moltes tauletes i antiguitats van aparèixer al mercat negre. El 1992 se'n va fer càrrec el Directori General d'Antiguitats i Museus i es van iniciar noves excavacions que van posar a la llum les capes entre la meitat del tercer mil·lenni i la meitat del primer mil·lenni, la Imar esmentada a les Tauletes de Mari i també a les d'Ebla i altres llocs. El 1996 va començar a treballar un equip conjunt sirià-alemany sota direcció d'Uwe Finkbeiner. En total s'han trobat més de 1100 tauletes en accadi de les quals unes 300 procedents del mercat negre i 800 de les excavacions; també s'han trobat un centenar de tauletes en hurrita i una en hitita. Els estudis van ser publicats per Daniel Arnaud als anys vuitanta.

## Història
Estratègicament situada a l'Eufrates va estar sota influència d'Ebla a la meitat del tercer mil·lenni, fins a una època indeterminada, segurament fins que va caure sota influència de l'Imperi Accadi. Les informacions desapareixen fins al segle xviii aC quan estava sota influència del regne de Iamkhad, format pels amorrites. En època de Yakhdun-Lim, rei de Mari, (entre el 1810 aC i el 1793 aC) torna a aparèixer Emar com a centre de comerç. No hi ha informació sobre aquesta ciutat durant un període aproximat de sis o set segles, quan Síria va ser envaïda pels amorrites cap a l'any 2.300 aC, que segurament va instal·lar a Emar una dinastia amorrita, potser de la tribu dels benjaminites. Formava una mena de contrapoder als estats que dominaven l'Eufrates, un a cada banda, Iamkhad i Mari.
A Emar i a la ciutat de Tuttul es coneix una institució anomenada la Taḥtamum, una assemblea solemne que ratificava els tractats i establia contactes amb els reis veïns. No es coneixen gaires detalls, ni la seva composició ni qui en formava part, i se suposa que no era una organització pròpia dels amorrites sinó de l'antiga població mesopotàmica. Tractava assumptes jurídics, polítics i econòmics i no depenia de cap poder polític. Els governants escoltaven les seves decisions i de vegades es negaven a acceptar-les. També hi havia una altra institució coneguda com "els ancians d'Emar", coneguda des del tercer mil·lenni aC. Era un tipus de govern o de poder freqüent a tot el pròxim Orient. Segons una tauleta de Mari, Emar tenia una assemblea d'ancians formada per "vuitanta ciutadans notables", i és possible que formessin part de les principals famílies. No se sap quin poder real tenien, però és segur que se'ls reconeixia una gran autoritat, tant a la ciutat com als països veïns. No se sap quina relació tenien amb la Taḥtamum.
Només es coneix el nom de quatre reis, que haurien governat cap als anys 1400 aC a 1330 aC, quan la ciutat estava altre cop sota influència d'Ebla. Se'n saben el noms però no l'orde de successió, tot i que es pensa que el primer va ser Enzi-Damu o Rusi-Damu, casat amb Tisha-Lim, princesa d'Ebla. Els quatre reis que portaven per títol "en", són:
- Enzi-Damu o Rusi-Damu
- Ib-Damu
- Ishqi-Damu
- Tibur-Lim

Cap a l'any el 1300 aC l'emplaçament inicial de la ciutat va ser traslladat a un lloc no gaire distant a l'oest (uns 500 metres), una mica més elevat, degut a un canvi de curs del riu, trasllat obra del rei hitita Subiluliuma I o del seu fill Mursilis II i va ser la capital de l'anomenat país d'Ashtata, vassall del regne de Carquemix. La monarquia d'Emar es va establir cap al segle xiii aC però el poder efectiu va seguir en mans del "Consell d'ancians" i els clans. El sistema feudal conegut com a ilku era similar al d'Ugarit.
Les tauletes esmenten els anys de desastres, guerres, o desastres i guerres i la venda de propietats o de nois com esclaus per fer front a la gana durant els anys de desastres.
L'origen de la monarquia és poc conegut ja que la ciutat gairebé no tenia antecedents monàrquics. Probablement està relacionat amb l'establiment d'una fortalesa defensiva contra l'increment del poder d'Assíria. Un dels texts explica un cop d'estat durant el regne d'un dels sis reis que va tenir la ciutat, en el qual van participar activament els hupsu, un grup social marginat. Cap a l'any 1200 aC s'esmenten atacs de grups hurrites i d'un grup desconegut anomenat els tarwu, potser un grup dels pobles de la mar; també els arameus tenien incidència a la zona en aquest temps. No hi ha dubte que els assiris no van tenir part en el final de la ciutat que es va produir potser el 1187 aC a causa del foc, com testimonien les excavacions.
El seu nom arameu era Byt Bls. A l'època romana d'Orient es va repoblar i es va dir Barbalissos, i sota els àrabs es deia Balis. El 253 romans i àrabs van lliurar una batalla prop de la ciutat amb victòria persa. A partir del segle iv es va incloure en la província de la Síria Eufratense (o Augusta Euphratensis) i va esdevenir una ciutat de frontera. Els perses la van saquejar més d'una vegada especialment sota Còsroes II (591-628) i Justinià I la va restaurar. Fou el lloc de martiri de Bacus, company de Sergi, cèlebre a la regió cap a l'any 303. Va ser la seu d'un bisbat molt matiner, sufragani de Hierapolis Bambyce (Manbidj); el seu bisbe Antoni va estar present al concili de Nicea I del 325 i es coneixen dos bisbes més (Aquili i Marinià) entre 431 i 451. El bisbat va existir fins al segle vi.
Al final del segle viii (793) i fins a 1042 s'hi documenten bisbes jacobites.
Els àrabs la van ocupar per un tractat després de la conquesta d'Alep; part de la població va abandonar la ciutat. Va formar part del jund de Qinnasrin i sota Harun ar-Raixid se la va incloure en els Awasim. El 859 va patir un terratrèmol que la va damnar greument; llavors va passar als tulúnides i més tard als hamdànides, fins que al final del segle xi va passar als seljúcides. Va ser part dels dominis aiúbides sota diversos sobirans i finalment la invasió mongola la va arruïnar completament.